# Terrabacteria
Terrabacteria é um táxon com cerca de dois terços (6.157 sp.) das espécies de bactérias, incluindo os filos gram-positivos Actinobacteria e Firmicutes, bem como os filos Cyanobacteria, Chloroflexi e Deinococcus-Thermus.
Os membros da Terrabacteria possuem adaptações importantes, tais como a resistência a riscos ambientais (por exemplo, a dessecação, radiação ultravioleta, e alta salinidade) e fotossíntese aeróbica. Além disso, as propriedades únicas da parede celular dos táxons gram-positivos, que provavelmente evoluiram em resposta às condições terrestres, têm contribuído para a patogenicidade em muitas espécies.
O termo Terrabacteria foi proposto em 2004 para incluir os grupos Actinobacteria, Cyanobacteria, e Deinococccus-Thermus e mais tarde foi expandido para incluir os Firmicutes e Chloroflexi. Outras análises filogenéticas têm apoiado a estreita relação destes filos. A maioria das espécies de procariontes que não foi inserida na Terrabacteria, foram atribuídos ao táxon Hydrobacteria (3.203 sp.), em referência ao ambiente úmido inferido para o ancestral comum de tais espécies. Os dois grupos divergiram a cerca de 3 bilhões de anos atrás, sugerindo que a terra (continentes) tinham sido colonizada por procariontes naquela época. Juntos, Terrabacteria e Hydrobacteria formam um grande grupo, que inclui 99% (9.360 sp.) de todas as Eubacteria, denominado Selabacteria, em alusão a suas habilidades fototróficas (selas = luz).
Terrabacteria não deve ser confundido com o táxon recentemente descrito "Glidobacteria", que inclui apenas alguns membros do Terrabacteria, excluindo Firmicutes e Actinobacteria, e não é suportada por dados moleculares filogenéticas.